# ستيفن شامبرز
ستيفن شامبرز (بالإنجليزية: Steven Chambers)‏ هو لاعب كرة قاعدة أسترالي، ولد في 8 نوفمبر 1990 في غولد كوست في أستراليا.

## وصلات خارجية
- ستيفن شامبرز على موقع دوري أستراليا لكرة القاعدة (الإنجليزية)
- ستيفن شامبرز على موقعبيزبول رفرنس.كوم (الدوري الثانوي) (الإنجليزية)